# Treoza
Treoza je monosaharid sa četiri ugljenika, ili ugljeni hidrat sa molekulskom formulom . Ona ima terminalnu aldehidnu grupu (umesto ketonske) u svom linearnom lancu, tako da se smatra delom aldozne familije monosaharida. Naziv treoza se može koristiti za - i -stereoizomere, i u širem smislu za racemske smeše (/-, jednaki delovi - i -) kao i generične treozne strukture (sa nespecificiranom apsolutnom stereohemijom). 
Prefiks „treo“ koji je izveden iz treoza (i „eritro“ iz korespondirajućeg diastereoizomera eritroze) pruža mogućnost opisivanja generalnih organskih struktura sa susednim hiralnim centrima, gde "prefiksi ... dezigniraju relativnu konfiguraciju centera". Kao što je prikazano u Fišerovoj projekciji -treoze, susedni supstituenti koji imaju sin orijentaciju u izomeru nazivaju se „treo“, a anti su izomeri u „eritro“.